# Riverside Park

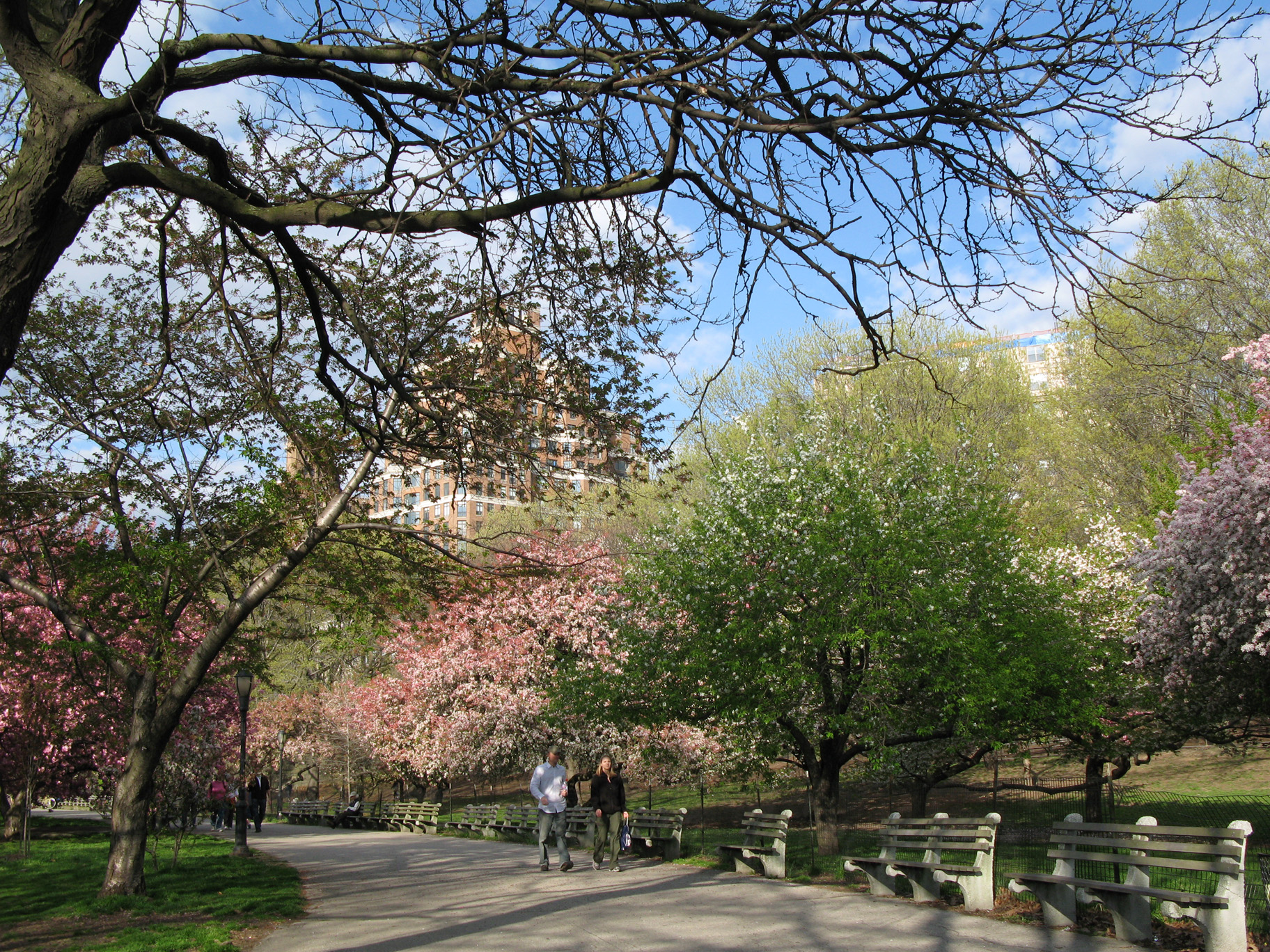
Riverside Park.

Riverside Park es un parque ubicado al noroeste de la isla de Manhattan en Nueva York. Es una estrecha banda verde (de 100 a 200 m de ancho por aproximadamente 6 New York Central RR y Hudson Line. Esta fue entonces recubierta por una explanada.
La construcción del parque se inició al comienzo de los años 1870, sobre los planos de Frederick Law Olmsted, igualmente diseñador del Central Park. La primera etapa de los trabajos fue acabada en 1910, pero hubo otras disposiciones ulteriores. Asimismo, el parque fue por un tiempo dejado al abandono, y el joven Robert Moses lo describía como una «masa sucia y fangosa», contaminada por el espeso humo de los trenes que llevaban el ganado hacia los mataderos de Manhattan. Bajo su administración, entre 1937 y 1941, se efectuaron los trabajos de embellecimiento, posteriormente el parque ha sido renovado en los años 80.
Riverside Park está dividido en dos partes: la primera se extiende de la calle 72 a la calle 125, al lado del río Hudson, y la segunda de la calle 145 a la calle 158, al norte de Riverbank State Park. Los paseos de la ribera del río conectan con los del Hudson River Park al sur y con los del Fort Tryon Park al norte.
Riverside Park contiene algunas estatuas y monumentos:

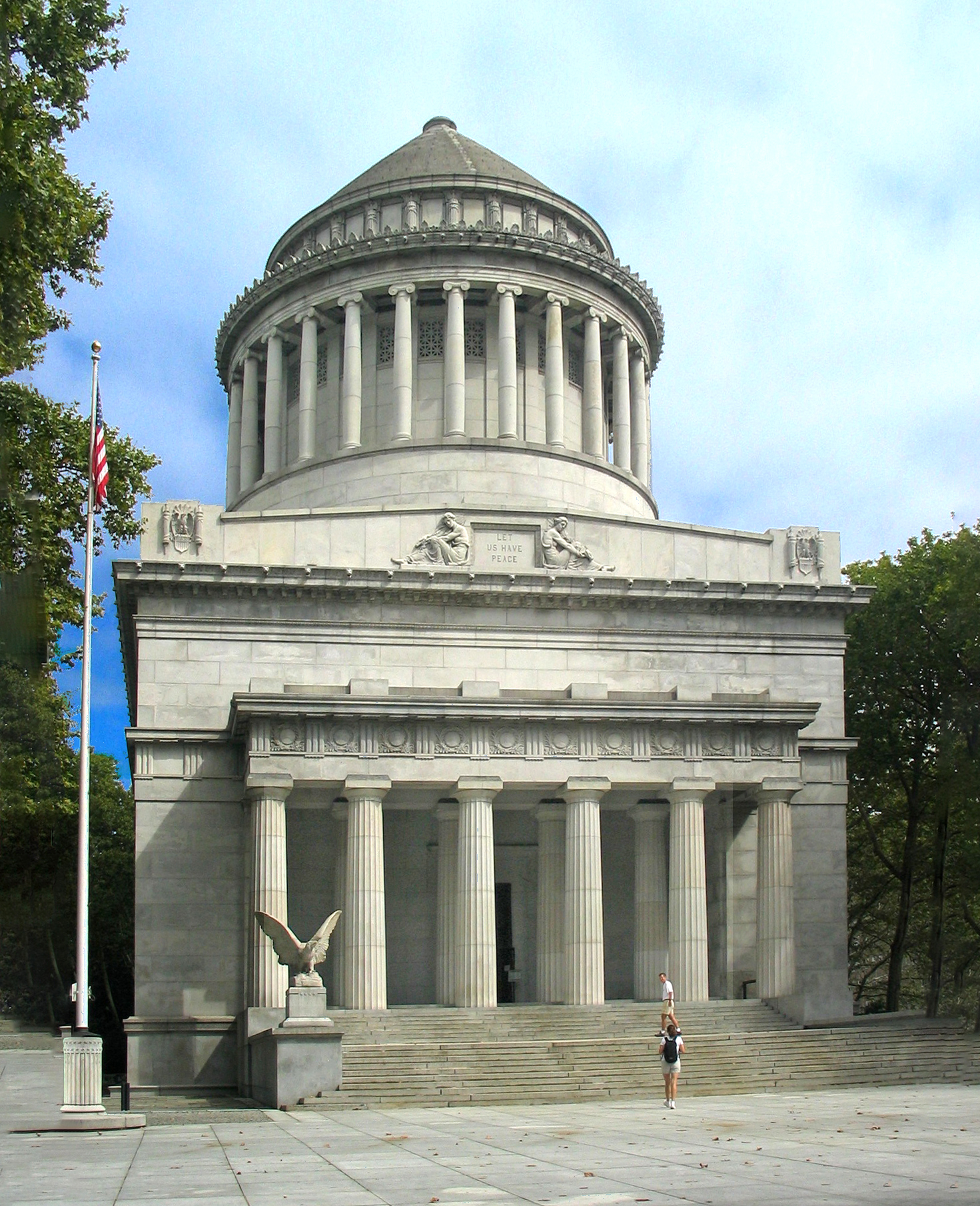
La tumba de Ulysses Grant.

- La Tumba del General Grant, (oficialmente The General Grant National Monument, inglés por "El Monumento Nacional de General Grant"), el mausoleo del general y presidente estadounidense Ulysses Grant y su esposa, Julia.
- El Eleanor Roosevelt Monumento (realización de la escultora Penelope Jencks)[1]
- El Monumento de los Soldados y Marineros (Soldiers and Sailors Monument)[2]
- Una estatua de Juana de Arco (realización de la escultora Anna Hyatt Huntington)

Se encuentran igualmente pistas de tenis, básquet, voleibol, futbol y una pista para los skateboards. También hay un pequeño puerto deportivo y una base de kayaks.
El parque aparece en la escena final de la película Tienes correo electrónico.